# Internationale Cricket-Saison 2005/06
Die internationale Cricket-Saison 2005/06 fand zwischen September 2005 und April 2006 statt. Als Wintersaison wurden vorwiegend Heimspiele der Mannschaften aus Südasien, der Karibik und Ozeanien ausgetragen. Die ausgetragenen Tests der internationalen Touren bildeten die Grundlage für die ICC Test Championship. Die ODIs bildeten den Grundstock für die ICC ODI Championship.

## Überblick

### Internationale Touren
| Beginn            | Heimteam    | Auswärtsteam | Resultate | Resultate | Resultate | Artikel |
| Beginn            | Heimteam    | Auswärtsteam | Test      | ODI       | Twenty20  | Artikel |
| ----------------- | ----------- | ------------ | --------- | --------- | --------- | ------- |
| 5. Oktober 2005   | Australien  | ICC World XI | 1–0 [1]   | 3–0 [3]   |           | Artikel |
| 21. Oktober 2005  | Südafrika   | Neuseeland   | 2–0 [3]   | 4–0 [5]   | 0–1 [1]   | Artikel |
| 25. Oktober 2005  | Indien      | Sri Lanka    | 2–0 [3]   | 6–1 [7]   |           | Artikel |
| 3. November 2005  | Australien  | West Indies  | 3–0 [3]   |           |           | Artikel |
| 12. November 2005 | Pakistan    | England      | 2–0 [3]   | 3–2 [5]   |           | Artikel |
| 16. November 2005 | Indien      | Südafrika    |           | 2–2 [5]   |           | Artikel |
| 3. Dezember 2005  | Neuseeland  | Australien   |           | 1–2 [3]   |           | Artikel |
| 16. Dezember 2005 | Australien  | Südafrika    | 2–0 [3]   |           | 1–0 [1]   | Artikel |
| 16. Dezember 2005 | Neuseeland  | Sri Lanka    |           | 3–1 [4]   |           | Artikel |
| 14. Januar 2005   | Pakistan    | Indien       | 1–0 [3]   | 1–4 [5]   |           | Artikel |
| 16. Februar 2006  | Neuseeland  | West Indies  | 2–0 [3]   | 4–1 [5]   | 1–0 [1]   | Artikel |
| 20. Februar 2006  | Bangladesch | Sri Lanka    | 0–2 [2]   | 1–2 [3]   |           | Artikel |
| 24. Februar 2006  | Südafrika   | Australien   | 0–3 [3]   | 3–2 [5]   | 1–0 [1]   | Artikel |
| 25. Februar 2006  | Simbabwe    | Kenia        |           | 2–2 [5]   |           | Artikel |
| 1. März 2006      | Indien      | England      | 1–1 [3]   | 5–1 [7]   |           | Artikel |
| 17. März 2006     | Bangladesch | Kenia        |           | 4–0 [4]   |           | Artikel |
| 17. März 2006     | Sri Lanka   | Pakistan     | 0–1 [2]   | 0–2 [3]   |           | Artikel |
| 9. April 2006     | Bangladesch | Australien   | 0–2 [2]   | 0–3 [3]   |           | Artikel |

### Internationale Turniere
| Beginn          | Turnier        | Land       |
| --------------- | -------------- | ---------- |
| 13. Januar 2006 | VB Series 2006 | Australien |

### Fortlaufende Turniere
| Dauer | Turnier                       |
| ----- | ----------------------------- |
| 2005  | ICC Intercontinental Cup 2005 |

### Internationale Touren (Frauen)
| Beginn            | Heimteam   | Auswärtsteam | Resultate | Resultate | Artikel |
| Beginn            | Heimteam   | Auswärtsteam | WTest     | WODI      | Artikel |
| ----------------- | ---------- | ------------ | --------- | --------- | ------- |
| 10. November 2005 | Sri Lanka  | England      |           | 0–2 [2]   | Artikel |
| 27. November 2005 | Indien     | England      | 0–0 [1]   | 4–1 [5]   | Artikel |
| 18. Februar 2006  | Australien | Indien       | 1–0 [1]   | 3–0 [3]   | Artikel |
| 3. März 2006      | Neuseeland | Indien       |           | 4–1 [5]   | Artikel |

### Internationale Turniere (Frauen)
| Beginn            | Turnier                  | Land     |
| ----------------- | ------------------------ | -------- |
| 28. Dezember 2005 | Women’s Asia Cup 2005/06 | Pakistan |

## Nationale Meisterschaften
Aufgeführt sind die nationalen Meisterschaften der Full Member des ICC.
| Land                                       | First-Class                              | List A                                       | Twenty20                                 |
| ------------------------------------------ | ---------------------------------------- | -------------------------------------------- | ---------------------------------------- |
| Australien                                 | Sheffield Shield 2005/06                 | ING Cup 2005/06                              | Twenty20 Big Bash 2005/06                |
| Bangladesch                                | National Cricket League 2005/06          | IMT National Cricket League One-Day 2005/06  |                                          |
| Indien                                     | Ranji Trophy 2005/06                     | Ranji Trophy One Day 2005/06                 |                                          |
| Duleep Trophy 2005/06                      | Deodhar Trophy 2005/06                   |                                              |                                          |
| Irani Cup 2005/06                          | NKP Salve Challenger Trophy 2005/06      |                                              |                                          |
| Neuseeland                                 | State Championship 2005/06               | State Shield 2005/06                         | New Zealand Twenty20 Competition 2005/06 |
| Pakistan                                   | Quaid-e-Azam Trophy 2005/06              | ABN-AMRO Cup 2006/07                         | ABN-AMRO Twenty20 Cup 2005/06            |
| ABN-AMRO Patron’s Trophy 2005/06           | ABN-AMRO Patron’s Cup 2005/06            |                                              |                                          |
| Pentangular Cup 2005/06                    |                                          |                                              |                                          |
| Simbabwe                                   | Logan Cup 2005/06                        | Inter-Provincial One-Day Competition 2005/06 |                                          |
| Sri Lanka                                  | Premier Championship 2005/06             | Premier Limited Overs Tournament 2005/06     | Twenty20 Cup (Sri Lanka) 2005/06         |
| Südafrika                                  | SuperSport Series 2005/06                | Standard Bank Cup 2005/06                    | Standard Bank Pro20 Series 2005/06       |
| SAA Provincial Three-Day Challenge 2005/06 | SAA Provincial One-Day Challenge 2005/06 |                                              |                                          |
| West Indies                                | Carib Beer Cup 2005/06                   | KFC Cup 2005/06                              |                                          |
| Carib Beer International Challenge 2005/06 |                                          |                                              |                                          |